# Aglossosia albescens
Aglossosia albescens là một loài bướm đêm thuộc phân họ Arctiinae, họ Erebidae.